# Konwencje licytacyjne
Konwencja licytacyjna – umowa między partnerami, na mocy której nadają oni określonym odzywkom znaczenie sztuczne, odbiegające od naturalnego. Wszelkie tego typu ustalenia muszą być jawne dla przeciwników. Zazwyczaj sztuczne odzywki się alertuje, chyba że prawo brydżowe lub przepisy federacji krajowej stanowią inaczej (jest tak zazwyczaj w przypadku konwencji bardzo popularnych np. odzywki 2♣ Stayman).

## Konwencje licytacji jednostronnej

### Konwencyjneotwarcia
- 2♣ Precision
- 2♣ Acol
- 2♦ Wilkosz
- 2♦ Multi
- 2♦ Flannery

### Konwencje po otwarciach 1♥/♠
- 2BA Jacoby

### Konwencje po otwarciu 1BA
- 2♣ Stayman
- JTB
- 5-4-3-1
- teksasy

### Konwencje środkowej fazy licytacji jednostronnej
- odwrotka
- PRO
- bubrotka

### Konwencje strefy szlemowej
- Blackwood
- Gerber
- cue-bid
- splinter
- inwit atutowy
- Jospehine
- Hoyt

## Konwencje licytacji dwustronnej

### Konwencje licytacji po interwencji
- Lebensohl
- Kontra negatywna

### Konwencje licytacji obronnej
- Kontra wywoławcza
- Cue bid Michaelsa
- Niezwykłe 2BA
- Transfery Rubensa

## Konwencje licytacji jednostronnej i dwustronnej
Drury